# Geremi Njitap
Geremi Njitap (Bafoussam, 20 de desembre de 1978) és un futbolista camerunès, que ocupa la posició de migcampista.

## Trajectòria
Geremi Njitap va militar al Racing Bafoussam del seu país i al Cerro Porteño paraguaià, abans de traslladar-se a les competicions europees el 1997. Va passar dues temporades al Gençlerbirliği SK turc, amb qui sumaria 57 partits. Dos anys després fitxa pel Reial Madrid.
El camerunes milità tres anys al club espanyol, tot guanyant dues Copes d'Europa. El 2000, és nominat per al Baló d'Or, tot i que finalment no rep vots. Cedit pel Reial Madrid, la temporada 02/03 marxa al Middlesbrough FC de la Premier League, on qualla una bona temporada.
La temporada a l'equip anglès, unida en la seua participació a la Copa Confederacions amb la seua selecció, criden l'atenció del Chelsea FC, que el fitxa al juliol de 2003 per 6,9 milions de lliures esterlines. Roman quatre anys al club londinenc abans de recalar al Newcastle United FC.
Geremi seria capità dels blanc-i-negres la temporada 07/08, sota la direcció de Sam Allardyce. L'arribada a la banqueta d'en Kevin Keegan li va fer perdre aquest càrrec en benefici de Michael Owen.

## Selecció
Geremi ha estat 102 vegades internacional amb la selecció del seu país, tot marcant deu gols. Va sumar el seu encontre centenari l'11 de febrer de 2009, contra Guinea.
Amb Camerun ha disputat nombrosos tornejos internacionals. Va guanyar la Copa d'Àfrica de 2000, el mateix any que fou medalla d'or als Jocs Olímpics de Sydney, tot repetint títol el 2002. A banda, ha participat en les Copes d'Àfrica de 2006 i 2008, el Mundial de 2002 i les Copes Confederacions de 2001 i 2003.

## Títols

### Reial Madrid
- Copa d'Europa: 2000, 2002
- Lliga espanyola: 2000/01
- Supercopa espanyola: 2001

### Chelsea
- Premier League: 2005/06
- FA Communitiy Shield: 2006

### Selecció camerunesa
- Medalla d'or als Jocs Olímpics del 2000
- Copa d'Àfrica: 2000, 2002